# Liste der Kulturdenkmale in Konstanz/Mittlere Altstadt
In der Liste der Kulturdenkmale in Konstanz Mittlere Altstadt sind Bau- und Kunstdenkmale der Stadt Konstanz im Altstadtbereich südlich der Niederburg und des Münsterplatzes verzeichnet, die im Verzeichnis der unbeweglichen Bau- und Kunstdenkmale und der zu prüfenden Objekte des Landesamts für Denkmalpflege Baden-Württemberg verzeichnet sind. Dieses Verzeichnis ist nicht öffentlich und kann nur bei „berechtigtem Interesse“ eingesehen werden. Die folgende Liste ist daher nicht vollständig. Die hier aufgeführten Einzeldenkmale wurden aus der vorbereiteten Untersuchung der Sanierung von Altstadt mit Niederburg – Erweiterung östliche Kernstadt und Bauforschungsergebnissen und der publizierten Denkmalliste mit Stand 2003 entnommen.

## Allgemein
- Bild: Zeigt ein ausgewähltes Bild aus Commons, „Weitere Bilder“ verweist auf die Bilder im Medienarchiv Wikimedia Commons.
- Bezeichnung: Nennt den Namen, die Bezeichnung oder die Art des Kulturdenkmals.
- Lage: Straßenname und Hausnummer oder Flurstücknummer des Kulturdenkmals, gegebenenfalls auch den Ortsteil. Die Grundsortierung der Liste erfolgt nach dieser Adresse. Der Link (Karte) führt zu verschiedenen Kartendiensten mit der Position des Kulturdenkmals. Fehlt dieser Link, wurden die Koordinaten noch nicht eingetragen. Sind diese bekannt, können sie über ein Tool mit einer Kartenansicht einfach nachgetragen werden. In dieser Kartenansicht sind Kulturdenkmale ohne Koordinaten mit einem roten bzw. orangen Marker dargestellt und können durch Verschieben auf die richtige Position in der Karte mit Koordinaten versehen werden. Kulturdenkmale ohne Bild sind an einem blauen bzw. roten Marker erkennbar.
- Datierung: Baubeginn, Fertigstellung, Datum der Erstnennung oder grobe zeitliche Einordnung entsprechend des Eintrags in der zuständigen Denkmaldatenbank (Landesamt für Denkmalpflege Baden-Württemberg).
- Beschreibung: Kurzcharakteristik des Kulturdenkmals.

## Einzeldenkmale in der mittleren Altstadt
| Bild           | Bezeichnung                                                    | Lage                                           | Datierung | Beschreibung | ID |
| -------------- | -------------------------------------------------------------- | ---------------------------------------------- | --------- | --- | -- |
| Weitere Bilder |                                                                | Brotlaube 1 (Karte)                            |           | Geschützt nach § 12 DSchG |    |
| Weitere Bilder |                                                                | Brotlaube 2 (Karte)                            |           | Geschützt nach § 2 DSchG |    |
| Weitere Bilder |                                                                | Brotlaube 4 (Karte)                            |           | Geschützt nach § 2 DSchG |    |
| Weitere Bilder | Wohn- und Geschäftshaus                                        | Fischmarkt 1 (Karte)                           |           | Geschützt nach § 2 DSchG |    |
| Weitere Bilder | Altes Rathaus                                                  | Fischmarkt 2 (Karte)                           |           | Baubeginn 1484 Geschützt nach § 12 DSchG |    |
|                | Wohn- und Geschäftshaus                                        | Fischmarkt 5 (Karte)                           |           | Geschützt nach § 2 DSchG | BW |
| Weitere Bilder | Wohn- und Geschäftshaus                                        | Fischmarkt 7 (Karte)                           |           | Geschützt nach § 2 DSchG |    |
| Weitere Bilder | Konzil                                                         | Hafenstraße 2 (Karte)                          |           | Geschützt nach § 12 DSchG |    |
| Weitere Bilder | Wohnhaus                                                       | Hofhalde 1 (Karte)                             |           | Geschützt nach § 12 DSchG |    |
| Weitere Bilder | Wohnhaus                                                       | Hofhalde 3 (Karte)                             |           | Haus „zum fliegenden Ochs“ Geschützt nach § 2 DSchG |    |
| Weitere Bilder | Wohnhaus                                                       | Hofhalde 5 (Karte)                             |           | Haus „zum Kaefisbad“ Geschützt nach § 2 DSchG |    |
| Weitere Bilder | Wohnhaus                                                       | Hofhalde 7 (Karte)                             |           | Haus „zum Kelch“ Geschützt nach § 2 DSchG |    |
| Weitere Bilder | Wohnhaus                                                       | Hofhalde 9 (Karte)                             |           | Haus „zum hinteren Tanz“ Geschützt nach § 2 DSchG |    |
|                | Wohnhaus                                                       | Hofhalde 11 (Karte)                            |           | Haus „zum Hof“ Geschützt nach § 2 DSchG | BW |
|                | Wohnhaus                                                       | Hofhalde 11 (Karte)                            |           | Haus „zum silbrin Mond“ Geschützt nach § 2 DSchG | BW |
| Weitere Bilder | Wohn- und Geschäftshaus                                        | Hofhalde 12 (Karte)                            |           | Geschützt nach § 2 DSchG |    |
| Weitere Bilder | Wohn- und Geschäftshaus                                        | Hofhalde 13 (Karte)                            |           | Haus „zur Stelze“ Geschützt nach § 2 DSchG |    |
|                | Wohn- und Geschäftshaus                                        | Hohenhausgasse 1 (Karte)                       |           | Geschützt nach § 2 DSchG | BW |
| Weitere Bilder | Wohn- und Geschäftshaus                                        | Hohenhausgasse 2 (Karte)                       |           | Haus „zum weißen Windhund“ |    |
| Weitere Bilder | Wohn- und Geschäftshaus                                        | Hohenhausgasse 3 (Karte)                       |           | Haus „zum Alletbock“ Geschützt nach § 2 DSchG |    |
|                | Wohnhaus, sogenannter Brannerturm                              | Hohenhausgasse 3a (Karte)                      |           | Geschützt nach § 12 DSchG | BW |
| Weitere Bilder | Wohn- und Geschäftshaus                                        | Hohenhausgasse 4 (Karte)                       |           | Geschützt nach § 2 DSchG |    |
| Weitere Bilder | Wohnhaus                                                       | Hohenhausgasse 5 (Karte)                       |           | Haus „zum hinteren Walfisch“ Geschützt nach § 2 DSchG |    |
| Weitere Bilder | Wohnhaus                                                       | Hohenhausgasse 7 (Karte)                       | um 1337   | Haus „zum hinteren Bär“ Geschützt nach § 2 DSchG |    |
| Weitere Bilder | Wohn- und Geschäftshaus                                        | Hohenhausgasse 8 (Karte)                       | 1476      | Haus „zur steinernen Kugel“ Geschützt nach § 2 DSchG |    |
| Weitere Bilder | Wohn- und Geschäftshaus                                        | Hohenhausgasse 9 (Karte)                       | 1476      | Haus „zum Lindwurm“ Geschützt nach § 2 DSchG |    |
| Weitere Bilder | Wohn- und Geschäftshaus                                        | Hohenhausgasse 10 (Karte)                      |           | Haus „zum Krottengässle“ Geschützt nach § 2 DSchG |    |
| Weitere Bilder | Wohn- und Geschäftshaus                                        | Hohenhausgasse 12 (Karte)                      |           | Haus „zur hinteren Jungfrau“, Eckhaus mit vier Vollgeschossen, Keller und Dachgeschoss. Geschützt nach § 2 DSchG |    |
| Weitere Bilder | Wohnhaus                                                       | Hohenhausgasse 14 (Karte)                      |           | Haus „zum vorderen Tanz“ Geschützt nach § 2 DSchG |    |
| Weitere Bilder | Wohnhaus                                                       | Hohenhausgasse 16 (Karte)                      |           | Geschützt nach § 12 DSchG |    |
|                |                                                                | Hohenhausgasse 21 (Karte)                      |           | Geschützt nach § 2 DSchG | BW |
|                | Gartenhaus                                                     | Kolpingweg 2 (Karte)                           |           | Geschützt nach § 2 DSchG | BW |
| Weitere Bilder | Wohn- und Geschäftshaus                                        | Konzilstraße 3 (Karte)                         |           | Geschützt nach § 2 DSchG |    |
|                | Keller und Bauteile                                            | Konzilstraße 7 (Karte)                         |           | Geschützt nach § 2 DSchG | BW |
| Weitere Bilder | Münster Unserer Lieben Frau                                    | Münsterplatz 2 (Karte)                         |           | Dreischiffige Säulenbasilika mit rechteckigem Chorschluss im Osten, Einsatzkapellen zwischen den Strebepfeilern und Dreiturmfassade im Westen. Am Chor angebaute Kapellengruppe, zwei Flügel des zweigeschossigen Kreuzganges mit darin liegenden Funktionsräumen erhalten. Romanisches Langhaus mit gotischen Umbauten. Am Außenbau besonders prägnant die in der Mitte des 19. Jh. erfolgte Änderung der Turmgruppe. Geschützt nach § 12 DSchG        |    |
| Weitere Bilder | Verwaltungsgebäude                                             | Münsterplatz 6 (Karte)                         |           | Geschützt nach § 12 DSchG |    |
| Weitere Bilder | Christuskirche                                                 | Münsterplatz 8 (Karte)                         |           | Geschützt nach § 12 DSchG |    |
| Weitere Bilder | Haus zum hinteren goldenen Adler, Wohn- und Geschäftshaus      | Münzgasse 1 (Karte)                            |           | [ 10 ] |    |
| Weitere Bilder | Wohn- und Geschäftshaus                                        | Münzgasse 6 (Karte)                            |           | Haus „zur eisernen Tür“ |    |
| Weitere Bilder | Wohn- und Geschäftshaus                                        | Münzgasse 8 (Karte)                            |           | Haus „zum Moorhafen“ Geschützt nach § 2 DSchG |    |
| Weitere Bilder | Wohnhaus                                                       | Münzgasse 9 (Karte)                            |           | Geschützt nach § 12 DSchG |    |
| Weitere Bilder | Wohn- und Geschäftshaus                                        | Münzgasse 10 (Karte)                           |           | Haus „zur Nuß“ Geschützt nach § 2 DSchG |    |
| Weitere Bilder | Wohn- und Geschäftshaus                                        | Münzgasse 11 (Karte)                           |           | Geschützt nach § 2 DSchG |    |
| Weitere Bilder | Wohn- und Geschäftshaus                                        | Münzgasse 14 (Karte)                           |           | Haus „zum Panzer“ Geschützt nach § 2 DSchG |    |
| Weitere Bilder | Haus zum Wolf am Bleicherstad, Wohn- und Geschäftshaus         | Münzgasse 15 (Karte)                           |           | Haus „zum Wolf“ Geschützt nach § 2 DSchG |    |
| Weitere Bilder | Wohn- und Geschäftshaus                                        | Münzgasse 16 (Karte)                           |           | Haus „zum Stern“, erbaut 1422, 1869 abgebrannt, 1870 Wiederhaufbau |    |
|                | Wohnhaus                                                       | Münzgasse 17b (Karte)                          |           | Haus „zum schwarzen Schild“ | BW |
| Weitere Bilder | Haus zum oberen Schulhof, Wohnhaus                             | Münzgasse 19 (Karte)                           |           | |    |
| Weitere Bilder | Wohn- und Geschäftshaus                                        | Münzgasse 21 (Karte)                           |           | Haus „zur alten Katze“ |    |
| Weitere Bilder | Wohn- und Geschäftshaus                                        | Münzgasse 22 (Karte)                           |           | Geschützt nach § 2 DSchG |    |
| Weitere Bilder | Wohn- und Geschäftshaus                                        | Münzgasse 23 (Karte)                           |           | Geschützt nach § 2 DSchG |    |
| Weitere Bilder | Wohnhaus                                                       | Münzgasse 24 (Karte)                           |           | Haus „zum roten Mann“ Geschützt nach § 2 DSchG |    |
|                | Wohnhaus                                                       | Münzgasse 26 (Karte)                           | 1723      | Haus „zum Eisenhut“ Geschützt nach § 2 DSchG | BW |
| Weitere Bilder | Wohn- und Geschäftshaus                                        | Münzgasse 29 (Karte)                           |           | Haus „zur Münze“ Geschützt nach § 2 DSchG |    |
| Weitere Bilder | Wohn- und Geschäftshaus                                        | Münzgasse 30 (Karte)                           |           | Haus „zum hohen Hirschen“ Geschützt nach § 12 DSchG |    |
| Weitere Bilder | Mariensäule                                                    | Pfalzgarten (Karte)                            |           | Geschützt nach § 2 DSchG |    |
| Weitere Bilder | Münsterpfarrhaus                                               | Pfalzgarten 4 (Karte)                          |           | Geschützt nach § 2 DSchG |    |
| Weitere Bilder | Vordergebäude, Wohnhaus                                        | Salmannsweilergasse 4 (Karte)                  |           | Geschützt nach § 2 DSchG |    |
|                | Hofgebäude, Wohnhaus                                           | Salmannsweilergasse 4 (Karte)                  |           | Geschützt nach § 2 DSchG | BW |
|                | sogenannter Salmannsweilerhof                                  | Salmannsweilergasse 5 (Karte)                  |           | Geschützt nach § 2 DSchG | BW |
|                | sogenannter Salmannsweilerhof                                  | Salmannsweilergasse 7 (Karte)                  |           | Geschützt nach § 2 DSchG | BW |
| Weitere Bilder |                                                                | Salmannsweilergasse 8 (Karte)                  |           | Haus „zum grünen Kreuz“ Geschützt nach § 2 DSchG |    |
| Weitere Bilder | sogenannter Salmannsweilerhof                                  | Salmannsweilergasse 9 (Karte)                  |           | Geschützt nach § 2 DSchG |    |
| Weitere Bilder | Wohnhaus                                                       | Salmannsweilergasse 10 (Karte)                 |           | Haus „zum roten Trögle“ Geschützt nach § 2 DSchG |    |
| Weitere Bilder | Wohn- und Geschäftshaus                                        | Salmannsweilergasse 11 (Karte)                 |           | Haus „zur Rehgrub“ Geschützt nach § 2 DSchG |    |
| Weitere Bilder | Wohn- und Geschäftshaus                                        | Salmannsweilergasse 12 (Karte)                 |           | Haus „zum roten Gugelhahn“ Geschützt nach § 2 DSchG |    |
|                | Wohnhaus                                                       | Salmannsweilergasse 14 (Karte)                 |           | Haus „zum blauen Bruch“ Geschützt nach § 2 DSchG | BW |
| Weitere Bilder | Wohn- und Geschäftshaus                                        | Salmannsweilergasse 15 (Karte)                 |           | Haus „zum hinteren Kranich“ Geschützt nach § 2 DSchG |    |
| Weitere Bilder | Wohn- und Geschäftshaus                                        | Salmannsweilergasse 17 (Karte)                 |           | Haus „zum vorderen Kranich“ Geschützt nach § 2 DSchG |    |
| Weitere Bilder | Wohn- und Geschäftshaus                                        | Salmannsweilergasse 24 (Karte)                 |           | Geschützt nach § 2 DSchG |    |
|                | Rückgebäude                                                    | Salmannsweilergasse 24 (Karte)                 |           | Geschützt nach § 2 DSchG | BW |
| Weitere Bilder | Wohn- und Geschäftshaus                                        | Salmannsweilergasse 26 (Karte)                 |           | Haus „zum Salzbüchsle“ Geschützt nach § 2 DSchG |    |
| Weitere Bilder | Vordergebäude, Wohn- und Geschäftshaus                         | Salmannsweilergasse 28 (Karte)                 |           | Haus „zum Besen“ Geschützt nach § 2 DSchG |    |
|                | Rückgebäude                                                    | Salmannsweilergasse 28 (Karte)                 |           | Geschützt nach § 2 DSchG | BW |
| Weitere Bilder | Wohn- und Geschäftshaus                                        | Salmannsweilergasse 30 (Karte)                 |           | Haus „zum roten Haus“ Geschützt nach § 2 DSchG |    |
| Weitere Bilder | Wohn- und Geschäftshaus                                        | Salmannsweilergasse 32 (Karte)                 |           | Haus „zum Eichhörnle“ |    |
| Weitere Bilder | Haus zum weißen Schlüssel, Wohn- und Geschäftshaus             | Salmannsweilergasse 34 (Karte)                 |           | Haus „zum weißen Schlüssel“ Geschützt nach § 2 DSchG |    |
| Weitere Bilder | Wohn- und Geschäftshaus                                        | Salmannsweilergasse 36 (Karte)                 |           | Haus „zum vorderen und hinteren Elefanten“ Geschützt nach § 2 DSchG |    |
| Weitere Bilder | Wohn- und Geschäftshaus                                        | Sankt-Stephans-Platz 1 (Karte)                 |           | Haus „zum vorderen und hinteren Mohren“ Geschützt nach § 2 DSchG |    |
| Weitere Bilder | Wohn- und Geschäftshaus                                        | Sankt-Stephans-Platz 3 (Karte)                 |           | Haus „zum Rosenbaum“ Geschützt nach § 2 DSchG |    |
| Weitere Bilder | Wohn- und Geschäftshaus                                        | Sankt-Stephans-Platz 4 (Karte)                 |           | Geschützt nach § 2 DSchG |    |
| Weitere Bilder | ehemals Grünenberger Hof                                       | Sankt-Stephans-Platz 5 (Karte)                 |           | Geschützt nach § 2 DSchG |    |
|                | Wohn- und Geschäftshaus, ehemals Münsterlinger Hof             | Sankt-Stephans-Platz 9 (Karte)                 |           | Geschützt nach § 2 DSchG | BW |
|                | ehemals Grünenberger Hof                                       | Sankt-Stephans-Platz 11 (Karte)                |           | Haus „zur Jungfrau“ Geschützt nach § 2 DSchG | BW |
| Weitere Bilder | Wohn- und Geschäftshaus                                        | Sankt-Stephans-Platz 12 (Karte)                |           | Geschützt nach § 2 DSchG |    |
| Weitere Bilder | Deutsches Haus, Gasthaus und Hotel Graf Zeppelin               | Sankt-Stephans-Platz 15 (Karte)                |           | [ 29 ] |    |
| Weitere Bilder | Wohn- und Geschäftshaus                                        | Sankt-Stephans-Platz 16 (Karte)                |           | Haus „zur Traube“ Geschützt nach § 2 DSchG |    |
| Weitere Bilder | Ehemaliges Franziskanerkloster mit Kirche                      | Sankt-Stephans-Platz 17 (Karte)                |           | Errichtung der Franziskanerkirche um 1250-1270, 1420 Aufmauerung der Obergaden, 1575–1770 Dachstuhl im Barock erneuert, 1602 Umbauten im Obergeschoss, 18. Jh. Klosterbauten, 1727 Neuerrichtung des Chores, 1727–1734 Vermauerung jedes zweiten Rundbogenfensters im Obergaden, 1845 Umnutzung der Kirche als Stadthaus, dafür südliches Seitenschiff abgebrochen, 1960 Freilegung der Langhausarkade, Verwendung als Eingang Geschützt nach § 2 DSchG |    |
| Weitere Bilder | Katholische Kirche St. Stephan                                 | Sankt-Stephans-Platz 20 (Karte)                |           | Vorgängerbau vermutlich 11. Jh., Baubeginn der gotischen Kirche 1391/92, Chor 1428 begonnen, 1779 Sakristeianbau, Turm 1485 vollendet, Innenausstattung stammt aus der Renaissance, dem Barock und dem 19. Jahrhundert. Geschützt nach § 12 DSchG |    |
| Weitere Bilder | Wohnhaus                                                       | Sankt-Stephans-Platz 27 (Karte)                |           | Dreigeschossiges Wohnhaus mit Satteldach und Keller unter der südlichen Haushälfte. Die Westseite sitzt auf der Stadtmauer auf. Geschützt nach § 2 DSchG |    |
| Weitere Bilder |                                                                | Sankt-Stephans-Platz 29 (Karte)                |           | Geschützt nach § 2 DSchG |    |
|                | Wohnhaus (Hauskomplex)                                         | Sankt-Stephans-Platz 31 (Karte)                |           | Mittelalterliche Bausubstanz in weiten Teilen erhalten, Dächer im frühen 20. Jh. ersetzt. | BW |
| Weitere Bilder | Wohn- und Geschäftshaus                                        | Sankt-Stephans-Platz 41 (Karte)                |           | Haus „zur vorderen Katze“ Geschützt nach § 12 DSchG |    |
| Weitere Bilder | Fassade                                                        | Sankt-Stephans-Platz 45 (Karte)                |           | Haus „zur alten Apotheke“ Geschützt nach § 2 DSchG |    |
| Weitere Bilder | Wohn- und Geschäftshaus                                        | Sankt-Stephans-Platz 47 (Karte)                |           | Haus „zum Ritter“ |    |
|                | Stadtgarten                                                    | Stadtgarten (Karte)                            | 1879      | Geschützt nach § 2 DSchG | BW |
| Weitere Bilder | Musikpavillon                                                  | Stadtgarten (Karte)                            |           | der frühere Musikpavillon wurde in den 1930er Jahren durch die Konzertmuschel ersetzt. Geschützt nach § 2 DSchG |    |
| Weitere Bilder | Denkmal für Kaiser Wilhelm I.                                  | Stadtgarten (Karte)                            | 1879-1880 | Büste des Deutschen Kaisers Wilhelm I. aus Carrara-Marmor. 1879 im Rathaushof aufgestellt. 1880 an den heutigen Standort im Stadtgarten versetzt. Geschützt nach § 2 DSchG |    |
|                | Denkmal für Konstantin Handloser                               | Stadtgarten (Karte)                            | 1907      | Das Denkmal erinnert an den 1905 verstorbenen Musikdirektor Konstantin Handloser, der u.a. Sonntagskonzerte im Musikpavillon leitete Geschützt nach § 2 DSchG | BW |
| Weitere Bilder | Wohn- und Geschäftshaus                                        | Tiroler Gasse 2 (Karte)                        |           | Haus „zum Eisernen Hut“ Geschützt nach § 2 DSchG |    |
| Weitere Bilder |                                                                | Tiroler Gasse 4 (Karte)                        |           | Geschützt nach § 2 DSchG |    |
| Weitere Bilder |                                                                | Tiroler Gasse 6 (Karte)                        |           | Haus „zur Glocke“ Geschützt nach § 2 DSchG |    |
| Weitere Bilder |                                                                | Tiroler Gasse 8 (Karte)                        |           | Haus „zum Nikolaus“ Geschützt nach § 2 DSchG |    |
| Weitere Bilder | Wohn- und Geschäftshaus                                        | Tirolergasse 16 (Karte)                        |           | Geschützt nach § 2 DSchG |    |
| Weitere Bilder | Wohnhaus, ehemals Kaplaneihaus zu den Schotten                 | Torgasse 1 (Karte)                             |           | Geschützt nach § 2 DSchG |    |
| Weitere Bilder | Kleinspitäle                                                   | Torgasse 6 (Karte)                             |           | Geschützt nach § 12 DSchG |    |
| Weitere Bilder | Wohnhaus, sogenannter Lanzenhof                                | Torgasse 8 (Karte)                             |           | Benannt nach dem Geschlecht Lanz von Liebenfels. Geschützt nach § 2 DSchG |    |
| Weitere Bilder | Hauskomplex                                                    | Torgasse 13 (Karte)                            |           | [ 37 ] |    |
| Weitere Bilder | Deutsches Haus, Gasthaus und Hotel Graf Zeppelin               | Untere Laube 41 (Karte)                        |           | Geschützt nach § 2 DSchG |    |
| Weitere Bilder | Wohn- und Geschäftshaus                                        | Wessenbergstraße 1 (Karte)                     |           | Haus „zum hohen Hafen“ Geschützt nach § 12 DSchG |    |
|                | Wohn- und Geschäftshaus                                        | Wessenbergstraße 2 (Karte)                     |           | Geschützt nach § 12 DSchG | BW |
|                | Reste der ehemaligen Lorenzkirche                              | Wessenbergstraße 2 (Karte)                     |           | Geschützt nach § 12 DSchG | BW |
| Weitere Bilder | Wohn- und Geschäftshaus                                        | Wessenbergstraße 4 (Karte)                     |           | Haus „zum goldenen Schwert“ Geschützt nach § 2 DSchG |    |
| Weitere Bilder | Geschäftshaus                                                  | Wessenbergstraße 5 (Karte)                     |           | Haus „zum Hohen Turm“ Geschützt nach § 2 DSchG |    |
| Weitere Bilder | Wohn- und Geschäftshaus                                        | Wessenbergstraße 6 (Karte)                     |           | Haus „zum hinteren und vorderen Pflug“ Geschützt nach § 2 DSchG |    |
| Weitere Bilder | Wohn- und Geschäftshaus                                        | Wessenbergstraße 7 (Karte)                     |           | Haus „zur schwarzen Henne“ Geschützt nach § 2 DSchG |    |
| Weitere Bilder | Wohn- und Geschäftshaus                                        | Wessenbergstraße 10 (Karte)                    |           | Geschützt nach § 12 DSchG |    |
| Weitere Bilder | Wohn- und Geschäftshaus                                        | Wessenbergstraße 11 (Karte)                    |           | Geschützt nach § 2 DSchG |    |
| Weitere Bilder | Wohn- und Geschäftshaus                                        | Wessenbergstraße 12 (Karte)                    |           | Haus „zum Weißen Widder“ Geschützt nach § 12 DSchG |    |
| Weitere Bilder | Wohn- und Geschäftshaus                                        | Wessenbergstraße 13 (Karte)                    |           | Haus „zum Esel“ Geschützt nach § 2 DSchG |    |
| Weitere Bilder | Wohn- und Geschäftshaus                                        | Wessenbergstraße 13a (Karte)                   |           | Haus „zum Mönch“ und Haus „zur Nonne“ Geschützt nach § 12 DSchG |    |
| Weitere Bilder | Wohn- und Geschäftshaus                                        | Wessenbergstraße 14 (Karte)                    |           | Haus „zum Falken“ Geschützt nach § 2 DSchG |    |
|                | Rückgebäude, Wohnhaus                                          | Wessenbergstraße 14 (Karte)                    |           | [ 39 ] | BW |
| Weitere Bilder | Wohn- un Geschäftshaus                                         | Wessenbergstraße 16 (Karte)                    | 1433      | Haus „zum Goldenen Löwen“ Geschützt nach § 2 DSchG |    |
| Weitere Bilder | Wohnturm zum goldenen Löwen, Wohnhaus                          | Wessenbergstraße 16, Hohenhausgasse 3a (Karte) |           | 1450, Fassadenmalerei 1580 Geschützt nach § 12 DSchG |    |
| Weitere Bilder | Wohn- und Geschäftshaus                                        | Wessenbergstraße 19 (Karte)                    | 1424      | Haus „zum guldin Berg“ Geschützt nach § 2 DSchG |    |
| Weitere Bilder | Wohn- und Geschäftshaus                                        | Wessenbergstraße 20 (Karte)                    | 1386      | Haus „zum weißen Bär“ Geschützt nach § 2 DSchG |    |
| Weitere Bilder | Wohn- und Geschäftshaus                                        | Wessenbergstraße 21 (Karte)                    |           | Haus „zum Schnecken“ Geschützt nach § 2 DSchG |    |
|                | Wohn- und Geschäftshaus                                        | Wessenbergstraße 22 (Karte)                    |           | Haus „zum blauen Hut“ Geschützt nach § 2 DSchG | BW |
| Weitere Bilder | Wohn- und Geschäftshaus                                        | Wessenbergstraße 23 (Karte)                    | 1388      | Haus „zum Bissen“ Geschützt nach § 2 DSchG |    |
| Weitere Bilder | Wohn- und Geschäftshaus                                        | Wessenbergstraße 24 (Karte)                    |           | Haus „zum Feigenbäumle“ Geschützt nach § 2 DSchG |    |
| Weitere Bilder | Wohn- und Geschäftshaus                                        | Wessenbergstraße 25 (Karte)                    |           | Haus „zum blauen Stiefel“ Geschützt nach § 2 DSchG |    |
| Weitere Bilder | Wohn- und Geschäftshaus                                        | Wessenbergstraße 26 (Karte)                    | 1293      | Haus „zum roten Turm“ Geschützt nach § 2 DSchG |    |
| Weitere Bilder | Wohn- und Geschäftshaus                                        | Wessenbergstraße 28 (Karte)                    |           | Haus „zum roten Tiergarten“, seit 1567 Apotheke, 1740 Zusammenlegung mit dem Haus „zum goldenen Drachen“ Geschützt nach § 12 DSchG |    |
| Weitere Bilder | Wohn- und Geschäftshaus                                        | Wessenbergstraße 29 (Karte)                    |           | Haus „zum goldenen Bracken“ Geschützt nach § 2 DSchG |    |
| Weitere Bilder | Wohn- und Geschäftshaus, ehemals Blidhaus bzw. Zeughaus        | Wessenbergstraße 30 (Karte)                    |           | Geschützt nach § 2 DSchG |    |
| Weitere Bilder | Wohn- und Geschäftshaus                                        | Wessenbergstraße 31 (Karte)                    | 1273      | Haus „zur Waage“ Geschützt nach § 2 DSchG |    |
|                | Ehemals Domherrenhof bei den Staffeln, Wohn- und Geschäftshaus | Wessenbergstraße 32 (Karte)                    |           | Geschützt nach § 2 DSchG | BW |
| Weitere Bilder | Wohn- und Geschäftshaus                                        | Wessenbergstraße 33 (Karte)                    |           | Haus „zum Spiegel“ Geschützt nach § 2 DSchG |    |
| Weitere Bilder | Wohn- und Geschäftshaus                                        | Wessenbergstraße 35 (Karte)                    |           | Haus „zum roten Goggelhahn“ Geschützt nach § 2 DSchG |    |
| Weitere Bilder | Wohn- und Geschäftshaus                                        | Wessenbergstraße 37 (Karte)                    |           | Haus „zur Lilie“ |    |
| Weitere Bilder | Wohn- und Geschäftshaus                                        | Wessenbergstraße 39 (Karte)                    |           | „Der verbrunnen Hof“ Geschützt nach § 2 DSchG |    |
| Weitere Bilder | Wessenberghof, ehemals Domhof, ehemals Haus zum Panthertier    | Wessenbergstraße 41 (Karte)                    |           | Wohn- und Sterbehaus von Ignaz Heinrich von Wessenberg Geschützt nach § 12 DSchG |    |
| Weitere Bilder | Keller                                                         | Wessenbergstraße 43 (Karte)                    |           | Haus „zum Rappen“ und Haus „zum Glas“ |    |
| Weitere Bilder | Ehemals Hotel Hecht                                            | Zollernstraße 1 (Karte)                        |           | Geschützt nach § 2 DSchG |    |
| Weitere Bilder | Marie Ellenrieder Haus, Wohn- und Geschäftshaus                | Zollernstraße 2 (Karte)                        |           | Geschützt nach § 12 DSchG |    |
| Weitere Bilder | Wohn- und Geschäftshaus                                        | Zollernstraße 3 (Karte)                        |           | Haus „zum grünen Lindenbaum“ Geschützt nach § 2 DSchG |    |
|                | Hofgebäude                                                     | Zollernstraße 4 (Karte)                        |           | Geschützt nach § 2 DSchG | BW |
| Weitere Bilder | Vorderhaus, Wohn- und Geschäftshaus                            | Zollernstraße 4 (Karte)                        |           | Geschützt nach § 2 DSchG |    |
| Weitere Bilder | Hotel                                                          | Zollernstraße 6/8 (Karte)                      |           | Haus „zum guten Hirten“ Geschützt nach § 2 DSchG |    |
| Weitere Bilder |                                                                | Zollernstraße 7 (Karte)                        |           | Haus „zur Elster“ Geschützt nach § 2 DSchG |    |
| Weitere Bilder | Wohnhaus                                                       | Zollernstraße 9 (Karte)                        |           | Haus „zur Sackpfeife“ Geschützt nach § 2 DSchG |    |
| Weitere Bilder | Wohn- und Geschäftshaus                                        | Zollernstraße 10 (Karte)                       |           | Geschützt nach § 2 DSchG |    |
| Weitere Bilder | Wohn- und Geschäftshaus                                        | Zollernstraße 12 (Karte)                       |           | Geschützt nach § 2 DSchG |    |
| Weitere Bilder | Wohn- und Geschäftshaus                                        | Zollernstraße 13 (Karte)                       | 1301      | Haus „zum dürren Ast“ Geschützt nach § 2 DSchG |    |
| Weitere Bilder | Wohn- und Geschäftshaus                                        | Zollernstraße 14 (Karte)                       |           | Haus „zur vorderen Jungfrau“ Geschützt nach § 12 DSchG |    |
| Weitere Bilder | Wohn- und Geschäftshaus                                        | Zollernstraße 15 (Karte)                       |           | Haus „zum roten Krug“ Geschützt nach § 2 DSchG |    |
| Weitere Bilder | Wohn- und Geschäftshaus                                        | Zollernstraße 17 (Karte)                       |           | Haus „zum Steinhaus“ Geschützt nach § 2 DSchG |    |
| Weitere Bilder | Wohn- und Geschäftshaus                                        | Zollernstraße 18 (Karte)                       |           | Haus „zum wilden Mann“ Geschützt nach § 2 DSchG |    |
| Weitere Bilder | Wohnhaus                                                       | Zollernstraße 19 (Karte)                       |           | Haus „zum Heidenkopf“ Geschützt nach § 12 DSchG |    |
|                | Wohn- und Geschäftshaus                                        | Zollernstraße 20 (Karte)                       |           | Geschützt nach § 2 DSchG | BW |
| Weitere Bilder | Wohn- und Geschäftshaus                                        | Zollernstraße 22 (Karte)                       |           | Haus „zum kleinen Urrind“ Geschützt nach § 2 DSchG |    |
| Weitere Bilder | Wohn- und Geschäftshaus                                        | Zollernstraße 23 (Karte)                       |           | Haus „zum weißen Wind“ Geschützt nach § 12 DSchG |    |
| Weitere Bilder | Wohn- und Geschäftshaus                                        | Zollernstraße 25 (Karte)                       |           | Haus „zum Pfauen“ Geschützt nach § 2 DSchG |    |
| Weitere Bilder | Fassade                                                        | Zollernstraße 27 (Karte)                       |           | Haus „zum hohen Gewölbe“ Geschützt nach §§ 12 (Sachteil) DSchG |    |
|                | westliche Giebelwand                                           | Zollernstraße 27 (Karte)                       |           | Haus „zum hohen Gewölbe“ Geschützt nach §§ 12 (Sachteil) DSchG | BW |
| Weitere Bilder | Wohn- und Geschäftshaus                                        | Zollernstraße 29 (Karte)                       |           | Haus „zum hohen Haus“ Geschützt nach § 2 DSchG |    |
| Weitere Bilder |                                                                | Zollernstraße 31 (Karte)                       |           | Haus „zur schwarzen Rüde“ Geschützt nach § 2 DSchG |    |
| Weitere Bilder |                                                                | Zollernstraße 33 (Karte)                       |           | Haus „zur Blume“ Geschützt nach § 2 DSchG |    |
| Weitere Bilder |                                                                | Zollernstraße 35 (Karte)                       |           | Haus „zum Kindle“ Geschützt nach § 2 DSchG |    |